# Marcello Piacentini
Marcello Piacentini (Roma, 1891-1960) va ser un arquitecte i urbanista italià actiu, sobretot, durant la primera meitat del segle xx. És considerat un dels arquitectes més representatius del feixisme, amb obres d'un classicisme sobri (va anomenar-lo "Neoclassicisme simplificat") però d'acusada monumentalitat. Va intervenir en projectes tan emblemàtics del Feixisme com la Via de la Conciliació de Roma i l'EUR (Esposizione Universale Roma). El 1937 construí el pavelló italià de l'Exposició Internacional de París. Així mateix és l'autor de l'anomenada Torre Piacentini, a Gènova (1935-40), un dels primers gratacels europeus. Va estar casat amb l'artista Matilde Festa